# Alfred Dumesnil
Pour les articles homonymes, voir Dumesnil.
Alfred Dumesnil (30 mars 1821 -16 février 1894), de son vrai nom Alfred Poullain-Dumesnil, est né et mort à Vascœuil (Eure). Il fit des études de droit, s'intéressa à l'histoire de l'art et à la littérature.

## Biographie
Il avait pour ami Eugène Noël qui est écrivain et avec qui il reste toujours lié. Tous deux furent présentés à l'historien Jules Michelet par Adolphe Chéruel qui fut leur professeur d'histoire à Rouen. Michelet est alors professeur au collège de France.
Alfred Dumesnil épousa le 3 août 1843 Adèle Michelet, fille de Michelet. Le couple eut quatre enfants : Étienne (1845-1905), Jeanne (1851-1940) qui épousa le peintre-fresquiste Paul Baudoüin, Camille qui ne vécut pas et Camille (1854-1940).
Il s'installe, en 1845, au château de Vascœuil, en compagnie de Michelet avec qui il collabore en relisant les épreuves de ses œuvres. En 1848, Il tente, en vain, de se faire élire député : à une vingtaine de voix près, il ne fut pas élu. En 1849, Michelet réussit à obtenir pour son gendre la suppléance au collège de France d'Edgar Quinet qui vient d'être élu député. Après le coup d'État du 2 décembre 1851, Dumesnil perd sa chaire et Michelet est destitué, comme l'est E. Quinet. Alfred Dumesnil accepte alors le poste de professeur à Thann, dans le Haut-Rhin. Après le décès de sa fille Camille (1853), il fuit ce département et devient secrétaire d'Alphonse de Lamartine.
Le remariage de Michelet avec Athénaïs Mialaret, le 12 mars 1849, sonne la fin de leur amitié.
La rivalité entre Athénaïs et Alfred a pour conséquences le départ de Michelet de Vascœuil et un changement complet dans l'activité d'Alfred qui devient un horticulteur de valeur. Il prend des brevets, dont l'un a pour objet « un procédé pour développer la végétation, la floraison et la fructification des plantes sans terre ».
Il devient adjoint au maire de Vascœuil, puis maire lui-même (du 12 mars 1893 à 1894).
Après la mort d'Adèle (15 juillet 1855), Alfred Dumesnil épouse, en 1871, Louise Reclus (11 novembre 1839 - 4 octobre 1917) l'une des sœurs des frères Élie et Élisée Reclus, avec qui il était très lié. Il n'y eut pas d'enfant de ce second mariage.

## Publications

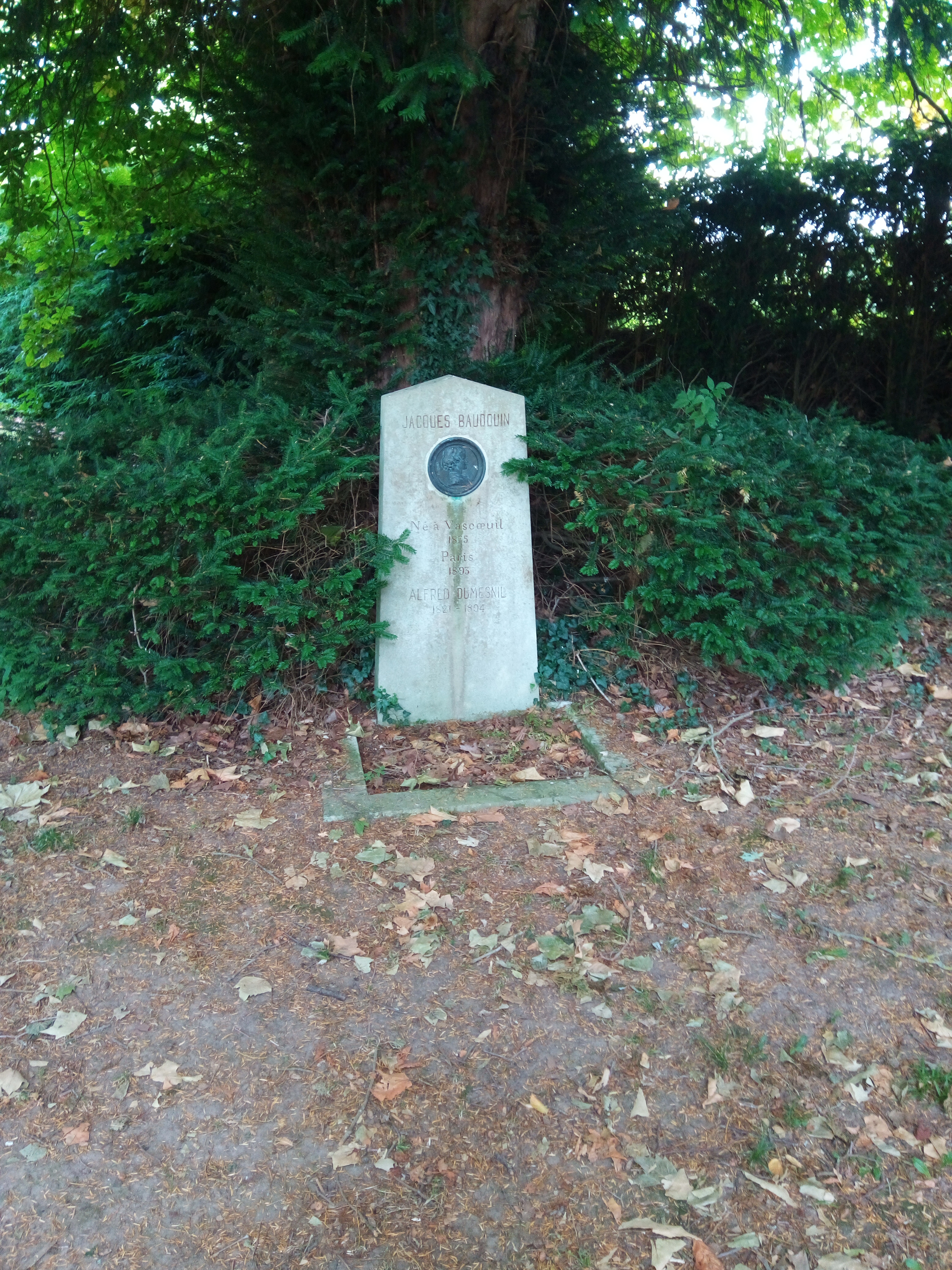
Tombe au Château de Vascoeuil.

- La Foi nouvelle cherchée dans l'Art, de Rembrandt à Beethoven, Paris, 1850
- Bernard Palissy, Paris, 1851
- L'Art italien, Paris, 1854
- Le Livre de consolation, Paris, 1855
- L'Immortalité, Paris, 1861
- Libre, Paris, Lemerre, 1895